# Georges Lumpp
Georges Joseph Lumpp (La Guiche, 18 settembre 1874 – Collonges-au-Mont-d'Or, 1º ottobre 1934) è stato un canottiere francese.
Partecipò all'Olimpiade 1900 di Parigi nella gara di quattro con, in cui vinse la medaglia d'argento assieme a Charles Perrin, Daniel Soubeyran ed Émile Wegelin.

## Palmarès
| Anno | Manifestazione | Sede   | Evento                    | Risultato | Note |
| ---- | -------------- | ------ | ------------------------- | --------- | ---- |
| 1900 | Olimpiadi      | Parigi | Canottaggio - Quattro con | Argento   |      |